# Remote Access
Remote Access (RA) é um software para gerir uma BBS (sigla de Bulletin Board System), visto por muitos como o antecessor da internet comercial.
Funcionava sob plataforma MSDOS e possuía um visual baseado em textos e caracteres no padrão ANSI e/ou AVATAR (disponibilizando algumas cores e gráficos).
Foi bastante usado no Brasil na década de 90.